# Великий Подлесь
Великий Подлесь (пол. Wielki Podleś) — село в Польщі, у гміні Косьцежина Косьцерського повіту Поморського воєводства.
Населення — 285 осіб (2011).

## Демографія
Демографічна структура станом на 31 березня 2011 року:
|          | Загалом | Допрацездатний вік | Працездатний вік | Постпрацездатний вік |
| -------- | ------- | ------------------ | ---------------- | -------------------- |
| Чоловіки | 144     | 39                 | 96               | 9                    |
| Жінки    | 141     | 39                 | 84               | 18                   |
| Разом    | 285     | 78                 | 180              | 27                   |